# Solar and Heliospheric Observatory
Das Solar and Heliospheric Observatory (SOHO; deutsch Sonnen- und Heliosphären-Observatorium) ist ein Weltraumobservatorium von ESA und NASA. Es ist eine der langlebigsten Missionen mit ungefähr 30 Jahren Lebensdauer.

## Mission
Die Aufgaben des SOHO umfassen zahlreiche Experimente, die der Erforschung der Sonne dienen. Das SOHO vereinigt dabei europäische und US-amerikanische Sonden-Planungen der 1980er Jahre. Die ESA ist für die Leitung der Mission verantwortlich und stellt neun Experimente. Die NASA stellt drei Experimente und war für die Trägerrakete verantwortlich. Die Kommunikation mit dem SOHO und dessen Steuerung wird ebenfalls von der NASA unter Verwendung des Deep Space Network gewährleistet.

## Aufbau

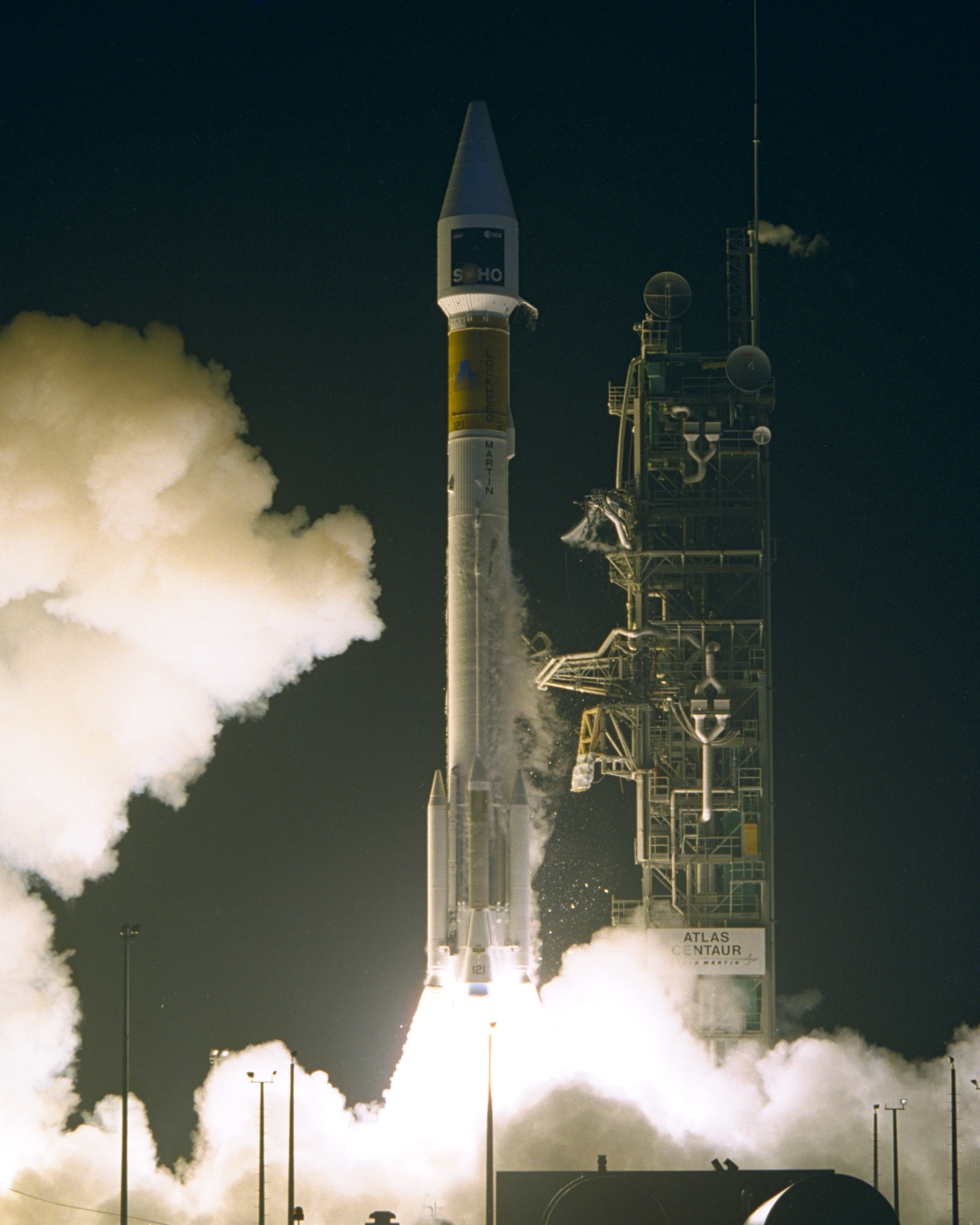
SOHO startete mit einer Atlas IIAS

SOHO ist ein dreiachsstabilisierter, modular aufgebauter Satellit, der permanent auf die Sonne ausgerichtet ist. Die Sonde ist rund 4,3 × 2,7 × 3,7 Meter groß (9,5 Meter mit ausgefalteten Solarzellen) und etwa 610 kg (1.850 kg beim Start) schwer. Über eine Parabol-Hochgewinn- und eine Rundstrahlantenne mit niederem Gewinn können Bilder und Daten mit einer Rate von bis zu 200 kbit/s im S-Band zur Erde gesendet werden. Als Empfangsstationen dienen die Einrichtungen des Deep Space Network der NASA. SOHO wurde von einem europäischen Team unter Federführung von Astrium gebaut.

## Verlauf
SOHO wurde in Europa gebaut und am 2. Dezember 1995 von der Cape Canaveral Air Force Station mit einer Atlas-II-AS-Rakete gestartet.
SOHO befindet sich in einem Halo-Orbit mit einem mittleren Radius von 255.000 km um den Lagrange-Punkt L1, in einer Entfernung von ca. 1,5 Millionen Kilometern zur Erde. In diesem Orbit hat es wegen der Erdanziehung die gleiche Umlaufzeit um die Sonne wie die Erde und kann sich dort mit sehr geringem Energieaufwand halten. Dank präziser Ortsbestimmung und der sogenannten „lockeren Steuerung“ (loose control) sind nur etwa vier Bahnkorrekturmanöver pro Jahr nötig, mit denen die Geschwindigkeit der Sonde in verschiedene Richtungen um insgesamt etwas über 2 m/s pro Jahr verändert werden muss. Von der Erde aus gesehen steht SOHO immer in der Nähe der Sonne, hat dabei aber immer einen ausreichenden Winkelabstand von ca. 22°, sodass der Funkverkehr zur Erde nicht durch parallele Sonnenstrahlung gestört wird. Die Sonde kreist von der Erde aus gesehen im Gegenuhrzeigersinn um den L1-Punkt, sie benötigt auf ihrer Bahn etwa 178 Tage für einen Umlauf.
Die kritischste Situation gab es bereits in der Anfangsphase der Mission. Am 25. Juni 1998 ging während normaler Bahnmanöver der Kontakt zur Sonde verloren. Eine Wiederaufnahme der Funkverbindung gelang zunächst nicht, sodass SOHO fast verloren schien. Erst mit der Hilfe der Radioteleskope in Arecibo (305 m Durchmesser) und Goldstone (70 m) gelang es einen Monat später, SOHO zu lokalisieren und am 3. August 1998 mithilfe des Deep Space Networks den Kontakt wiederherzustellen. Da die Sonde einige Zeit nicht korrekt ausgerichtet war, waren die Batterien vollständig entladen, die Treibstofftanks und die Leitungen waren eingefroren und konnten mangels Energie nicht aufgewärmt werden. Man musste zur Verbindungsaufnahme jeweils die Zeitspanne ausnutzen, in der die Solarpaneele zufällig in Richtung Sonne zeigten. Es folgte eine langwierige und schwierige Reaktivierungsprozedur. Letztlich war SOHO am 5. November 1998 und 133 Tage nach dem Kommunikationsabbruch wieder vollständig einsatzbereit. Zwei der drei Gyroskope waren direkt nach dem Start ausgefallen, das dritte dann im Dezember 1998. Danach wurde die Steuerungssoftware modifiziert, sodass die korrekte Ausrichtung der Sonde ohne die Gyroskope erfolgen kann. SOHO wurde dabei unfreiwillig die erste drei-Achsen-stabilisierte Mission, die keine Gyroskope benötigte.
Im Jahre 2003 fiel einer der Ausrichtungsmotoren der Hauptantenne aus. Durch Aufzeichnung der Daten in der Sonde, verbesserte Datenkompression und Nutzung größerer Empfangsantennen auf der Erde konnten die Daten ohne nennenswerte Beeinträchtigung über die Niedergewinnantenne übertragen werden, jedoch um den Preis eines hohen Ressourcenbedarfs bei den Bodenstationen. Beim Start waren nur die damals noch vorhandenen 26-Meter Antennen vorgesehen, für den Rest der Mission wurden für längere Zeiten die 34- und 70-Meter-Antennen benötigt.
SOHO ist nach wie vor ein Flaggschiff der Sonnenforschungssonden. Die Mission wurde immer wieder verlängert und konnte in dieser Zeit mehr als zwei der elfjährigen Sonnenzyklen beobachten. Die letzte Verlängerung bis Ende 2025 wurde 2023 angekündigt.
Die Sonde Adytia-L1 der ISRO startete am 2. September 2023 und kann die Aufgaben von SOHO fortsetzen.

## Wissenschaftliche Experimente

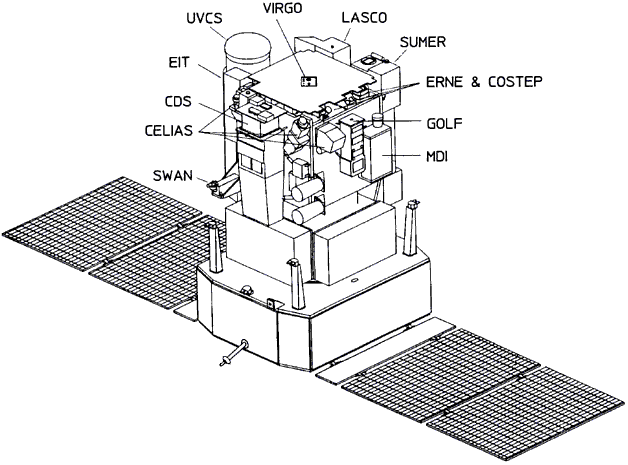
Schemazeichnung von SOHO

Nachfolgend eine Liste der Einrichtungen und Experimente des SOHO:
- CDS (Coronal Diagnostic Spectrometer)
- CELIAS (Charge, Element, and Isotope Analysis System; Universität Bern, Max-Planck-Institut für Sonnensystemforschung)
- COSTEP (Comprehensive Suprathermal and Energetic Particle Analyzer; Universität Kiel)
- EIT (Extreme ultraviolet Imaging Telescope; NASA / Goddard Space Flight Center)
- ERNE (Energetic and Relativistic Nuclei and Electron experiment; Universität Turku in Finnland)
- GOLF (Global Oscillations at Low Frequencies; Institut d’astrophysique spatiale, Frankreich)
- LASCO (Large Angle and Spectrometric Coronagraph; Naval Research Laboratory, USA und Max-Planck-Institut für Sonnensystemforschung)
- MDI/SOI (Michelson Doppler Imager/Solar Oscillations Investigation; Stanford-Universität)
- SUMER (Solar Ultraviolet Measurements of Emitted Radiation; Max-Planck-Institut für Sonnensystemforschung und Goddard Space Flight Center, USA)
- SWAN (Solar Wind Anisotropies; FMI, Finnland und Service d’Aeronomie, Frankreich)
- UVCS (Ultraviolet Coronagraph Spectrometer; Harvard-Smithsonian Center for Astrophysics, USA)
- VIRGO (Variability of Solar Irradiance and Gravity Oscillations; PMOD/WRC, Schweiz und Institut d’Astrophysique Spatiale, Frankreich)

## Zufällige Entdeckungen
Obwohl die Sonde ursprünglich nicht explizit dafür vorgesehen war, konnten mit SOHO auch tausende  bisher unbekannte Kometen entdeckt werden. Die Kometen fielen auf, wenn sie sich durch das Sichtfeld des bildgebenden LASCO-Detektors bewegten. Um von LASCO erfasst zu werden, müssen diese Kometen der Sonne näher als 800.000 km kommen, daher bezeichnet man diese Gruppe auch als Sungrazer (Sonnenstreifer). Die meisten dieser Kometen stürzten in die Sonne.